# Volkspartei (Ukraine)
Die Volkspartei (deutsch für Narodna partija, kurz: NP) ist eine ländlich orientierte politische Partei in der Ukraine. Sie war im Ukrainischen Parlament durch ihre Mitgliedschaft im Block Lytwyn vertreten. Nicht zu verwechseln ist sie mit der früheren Ukrainischen Volkspartei, die dem Konkurrenzbündnis Unsere Ukraine angehörte.

## Geschichte
Die NP wurde 1996 unter dem Namen Bauernpartei gegründet. Ihren Aufstieg erlebte die Partei vor allem 2004, als der Vorsitzende Wolodymyr Lytwyn zum Präsidenten des ukrainischen Parlaments wurde. Im Jahr darauf wurde sie zur Volkspartei umbenannt, um ihren Vertretungsanspruch für die Gesamtbevölkerung deutlicher zu machen. 
Zur Parlamentswahl 2006 trat sie im Bündnis mit drei weiteren Parteien an (Narodnyj Blok Lytwyna), scheiterte aber dennoch an der Drei-Prozent-Hürde zum Wiedereinzug ins Parlament (Ergebnis: 2,44 %). Als 2007 eine weitere Parlamentswahl anberaumt wurde, änderte die Volkspartei ihren Bündnispartner und schloss sich mit der sozialdemokratisch orientierten Arbeitspartei der Ukraine zu einem neuen Block Lytwyn zusammen. Dieser schaffte den gemeinsamen Wiedereinzug ins landesweite Parlament (3,96 %). Der Vorsitzende der NP Lytwyn kandidierte bei den  Präsidentschaftswahlen 2010 erreichte jedoch nur 2,35 % der Stimmen. Bei den Parlamentswahlen 2012 konnte die Partei 2 Direktmandate gewinnen und zog in die Werchowna Rada ein.

## Politische Ausrichtung und Bedeutung
Die Volkspartei begriff sich in ihrer Frühzeit als Interessensvertretung der ländlichen Bevölkerung. Dieser Schwerpunkt wurde nach dem Millennium aufgeweicht. Jedoch hat die Partei weiterhin ihre Hochburgen auf dem Land und setzt sich für eine Verbesserung der ländlichen Infrastruktur ein. Sie vertritt weiterhin zentristische Positionen.